# Mistrzostwa NCAA Division II w Zapasach w 2023
Mistrzostwa NCAA Division II w zapasach w 2023 roku rozegrane zostały w Cedar Rapids w dniach 10–11 marca. Zawody odbyły się na terenie Alliant Energy PowerHouse.

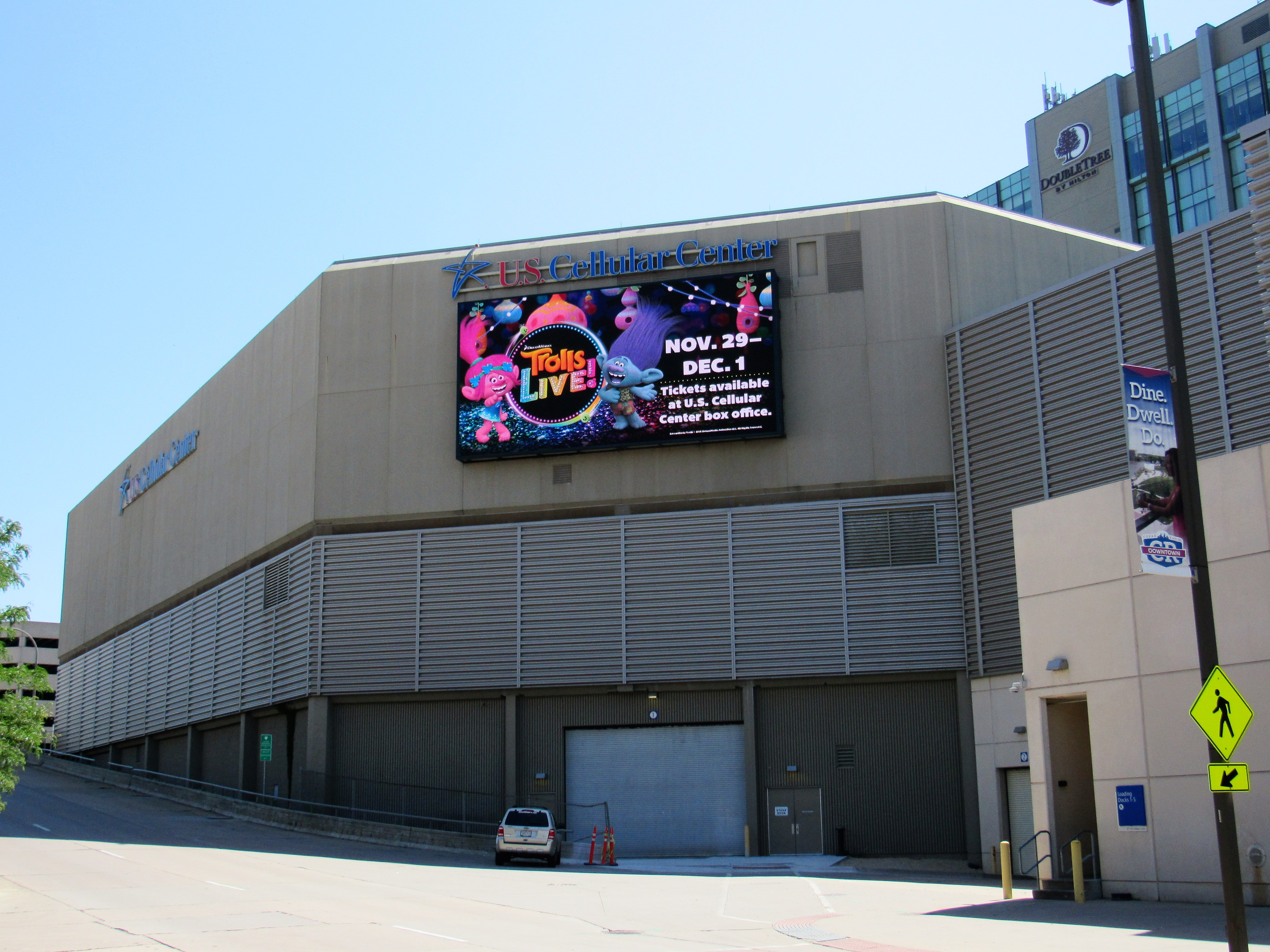
Hala

Punkty zdobyło 41 drużyn.
- Outstanding Wrestler – [[]]

## Wyniki

### Drużynowo
| Kolejność | Szkoła                            | Zespół       |
| --------- | --------------------------------- | ------------ |
| 1.        | University of Central Oklahoma    | Bronchos     |
| 2.        | Lander University                 | Lander       |
| 3.        | St. Cloud State University        | Huskies      |
| 4.        | Western Colorado University       | Mountaineers |
| 5.        | Adams State University            | Grizzlies    |
| 6.        | West Liberty University           | Hilltoppers  |
| 7.        | University of Indianapolis        | Greyhounds   |
| 8.        | University of Nebraska at Kearney | Lopers       |

### All American

#### 125 lb
| Lp. | Zawodnik        | Szkoła             |
| --- | --------------- | ------------------ |
| 1.  | Brendon Garcia  | Adams State        |
| 2.  | Jaxson Rohman   | Augustana          |
| 3.  | Patrick Allis   | Western Colorado   |
| 4.  | James Joplin    | Lander             |
| 5.  | Christian Mejia | McKendree          |
| 6.  | Cole Laya       | West Liberty       |
| 7.  | Shane Corrigan  | Wisconsin–Parkside |
| 8.  | Brandon Mendoza | Tiffin             |

#### 133 lb
| Lp. | Zawodnik             | Szkoła           |
| --- | -------------------- | ---------------- |
| 1.  | Gavin Quiocho        | Glenville State  |
| 2.  | Quentrevion Campbell | Chadron State    |
| 3.  | Dylan Lucas          | Central Oklahoma |
| 4.  | Eric Bartos          | Mercyhurst       |
| 5.  | Devin Flannery       | Millersville     |
| 6.  | Vincent Scollo       | West Liberty     |
| 7.  | Reece Barnhardt      | Mary             |
| 8.  | Elijah Lusk          | Lander           |

#### 141 lb
| Lp. | Zawodnik         | Szkoła           |
| --- | ---------------- | ---------------- |
| 1.  | Zackary Donathan | Tiffin           |
| 2.  | Christian Small  | Lake Erie        |
| 3.  | Nate Keim        | Central Oklahoma |
| 4.  | Peter Kuster     | Drury            |
| 5.  | Zeth Brower      | Lander           |
| 6.  | John Carayiannis | Belmont Abbey    |
| 7.  | Jake Niffenegger | Mercyhurst       |
| 8.  | Tate Murty       | Upper Iowa       |

#### 149 lb
| Lp. | Zawodnik        | Szkoła                  |
| --- | --------------- | ----------------------- |
| 1.  | Josiah Rider    | Adams State             |
| 2.  | Jason Hanenberg | Western Colorado        |
| 3.  | Wyatt Turnquist | Northern State          |
| 4.  | Jalen Spuhler   | Wisconsin–Parkside      |
| 5.  | Jacob Ealy      | Pittsburgh at Johnstown |
| 6.  | Brik Filippo    | Central Oklahoma        |
| 7.  | Nick Young      | Gannon                  |
| 8.  | Devan Moore     | Newberry                |

#### 157 lb
| Lp. | Zawodnik        | Szkoła                  |
| --- | --------------- | ----------------------- |
| 1.  | Nick Novak      | St. Cloud State         |
| 2.  | Logan Bailey    | Indianapolis            |
| 3.  | Noah Hermosillo | Adams State             |
| 4.  | Dominic Means   | Gannon                  |
| 5.  | Nathan Smith    | Pittsburgh at Johnstown |
| 6.  | Trent Mahoney   | King                    |
| 7.  | Gabe Johnson    | Central Oklahoma        |
| 8.  | Avery Shay      | Shippensburg            |

#### 165 lb
| Lp. | Zawodnik         | Szkoła           |
| --- | ---------------- | ---------------- |
| 1.  | Chase Luensman   | Upper Iowa       |
| 2.  | Hunter Mullin    | Western Colorado |
| 3.  | Ty Lucas         | Central Oklahoma |
| 4.  | David Hunsberger | Lander           |
| 5.  | Alex Farenchak   | Gannon           |
| 6.  | Alec Cook        | West Liberty     |
| 7.  | Anthony Herrera  | St. Cloud State  |
| 8.  | Mike Vernagallo  | Mount Olive      |

#### 174 lb
| Lp. | Zawodnik          | Szkoła           |
| --- | ----------------- | ---------------- |
| 1.  | Austin Eldredge   | Kearney          |
| 2.  | Abner Romero      | St. Cloud State  |
| 3.  | Cade Lindsey      | Fort Hays State  |
| 4.  | James Penfold     | Lake Erie        |
| 5.  | Max Bruss         | Mary             |
| 6.  | Cole Hernandez    | Western Colorado |
| 7.  | Anthony Des Vigne | Central Oklahoma |
| 8.  | Nate Barrett      | Ashland          |

#### 184 lb
| Lp. | Zawodnik       | Szkoła             |
| --- | -------------- | ------------------ |
| 1.  | Ty McGeary     | West Liberty       |
| 2.  | Logan Hall     | Lander             |
| 3.  | Daniel Beemer  | Ashland            |
| 4.  | Matt Weinberg  | Kutztown           |
| 5.  | Alex Kauffman  | Central Oklahoma   |
| 6.  | Billy Higgins  | Kearney            |
| 7.  | Reece Worachek | Wisconsin–Parkside |
| 8.  | Colter Bye     | Upper Iowa         |

#### 197 lb
| Lp. | Zawodnik       | Szkoła           |
| --- | -------------- | ---------------- |
| 1.  | Dalton Abney   | Central Oklahoma |
| 2.  | Derek Blubaugh | Indianapolis     |
| 3.  | Tereus Henry   | Fort Hays State  |
| 4.  | Dominic Murphy | St. Cloud State  |
| 5.  | Matt Kaylor    | Mary             |
| 6.  | Logan Kvien    | McKendree        |
| 7.  | Kash Anderson  | Colorado Mesa    |
| 8.  | Cole Huss      | Northern State   |

#### 285 lb
| Lp. | Zawodnik       | Szkoła           |
| --- | -------------- | ---------------- |
| 1.  | Shawn Streck   | Central Oklahoma |
| 2.  | Jared Campbell | Glenville State  |
| 3.  | Darrell Mason  | MSU–Mankato      |
| 4.  | Cale Gray      | Indianapolis     |
| 5.  | Johnny Green   | Ouachita Baptist |
| 6.  | Juan Edmond    | Lander           |
| 7.  | Lee Herrington | Kearney          |
| 8.  | Jake Swirple   | Minot State      |